# Bourdic
Bourdic – miejscowość i gmina we Francji, w regionie Oksytania, w departamencie Gard.
Według danych na rok 1990 gminę zamieszkiwało 236 osób, a gęstość zaludnienia wynosiła 32 osoby/km² (wśród 1545 gmin Langwedocji-Roussillon Bourdic plasuje się na 679. miejscu pod względem liczby ludności, natomiast pod względem powierzchni na miejscu 883.).